# داء كيشان
داء كيشان (بالإنجليزية: keshan disease)‏ هو مرض اعتلال عضلة القلب الاحتقاني الناتج عن نقص عنصر السيلينيوم في الغذاء وسلالة متحورة من فيروس كوكساكي، والتسمية تابعة لدولة كيشان –هيلونغيانغ شمال شرق الصين حيث ظهرت الأعراض لأول مرة.
هذه الأمراض وُجدت علي نطاق واسع بطول حزام كبير يمتد من أقصى شمال شرق الصين إلي أقصى جنوب غربها، وكلها نتيجة التربة الخالية من السيلينيوم.
هذا المرض وصل إلى ذروته ما بين عام 1960 وعام 1970، وأودى بحياة الآلاف من الناس..
هذا المرض القاتل يصيب الأطفال والسيدات في مرحلة سن الإنجاب. ويتسبب في قصور بالقلب وذمة رئوية.
على مر العقود كان التزويد بمكملات السيلينيوم يقلل من الإصابة به.
هذا المرض تم ربطه ب فيروس كوكساكي بي، والأبحاث الحالية تقترح أن نقص السيلينيوم يؤدي إلى ظهور سلالة أكثر ضراوة من الفيروس إذّي بها إلي أن تصبح السلالة الأكثر هيمنة في عائلة الفيروس، ولكن آلية هذا الحدث لا زالت غير واضحة !
هذا المرض حصل على اسمه من مقاطعة كيشان في الصين حيث تمّ اكتشافه، وقد تواجد أيضاً في نيوزيلندا وفنلندا فيما بعد.
يحدث هذا المرض نتيجة نقص عنصر السيلينيوم الذي يعد من العناصر التي نتلقاها في نظامنا الغذائي نتيجة تناول الأطعمة التي تُزرع في التربة الغنية بالسيلينيوم.

## الأعراض
الشخص المصاب بمرض كيشان سيكون لديه قلب كبير بشكل غير طبيعي.
كما يؤدي إلي ارتفاع معدلات الإصابة بالسرطان وأمراض القلب والأوعية الدموية وارتفاع ضغط الدم والسكتات الدماغية.
بالإضافة إلي ذلك يمكن أن يُصاب الشخص بالصدفية والإكزيما والتهاب المفاصل والعدوي والاتهابات وإعتام عدسة العين وإدمان الكحول.

## الوقاية
من الصعب اعتبار أن مرض كيشان يمكن الوقاية منه، وذلك لأن الطريقة الوحيدة لضمان حصول الشخص علي سيلينيوم كافي ستكون بفحص التربة في المنطقة.
ومع ذلك، فإن إحدي الطرق لتحسين الحصول علي السيلينيوم ستكون بتناول الأطعمة التي تحتوي عليه.. أمثلة علي ذلك: البصل، والتونة المعلّبة، ولحم البقر، وسمك القد، وصدور الدجاج، والبيض، والجبن، ودقيق الشوفان، والأرز الأبيض أوالبني، والمعكرونة والثوم.
-لو أنّ الشخص يعيش في منطقة لا تحتوي علي تربة خصبة بالسيلينيوم، ينبغي النظر في المكملات الغذائية، ولتحديد إذا ما كان الفرد مصاب بنقص في السيلينيوم، يجب إجراء اختبار فحص الدم.

## العلاج
- علاج مرض كيشان هو إضافة السيلينيوم
- الكميات المقترحة هي خمسٌ وخمسون ميكروجراماً من السيلينيوم يومياً للبالغين من الرجال والنساء، بينما للنساء أثناء الحمل تكون الكمية ستين ميكروجراماً يومياً، وبعد الحمل تزيد إلي سبعين ميكروجراماً يومياً.
- من المحتمل أن يصرّ الطبيب علي أن يتناول الرجل النشيط جنسياً ما لايقلّ عن سبعين ميكروجرام يومياً.
- وقد يوصي الطبيب أيضاً ب فيتامين إي E، فيتامين E والسيلينيوم مرتبطان طبياً ويعملان معاً
- كما سيُنصح الفرد المصاب أيضاً أن يتضمن نظامه الغذائي المأكولات البحرية، واللحوم مثل الكلي والكبد وبعض الحبوب والبذور.. كل ما سبق يحتوي على نسب عالية من السيلينيوم.
- خميرة البيرة وجنين القمح علي حدٍّ سواء يحتويان علي نسب عالية من السيلينيوم.
- الثوم والبصل والفطر والقرنبيط والطماطم والفجل والسلق السويسري تُعدّ مصادر جيدة للسيلينيوم إذا كانت التربة التي تُزرع فيها تحتوي عليه.
- يجب مراقبة وتقييم الشخص المصاب فور البدء في أخذ السيلينيوم، ويرجع ذلكإلي حقيقة أنّ تناول كمية كبيرة منه تؤدي إلي الصلع، والاضطراب المعوي، والضعف، وبطء الأداء العقلي.
- الأفراد المصابون بهذا المرض في الصين يعالجون بتناول عشب يسمي " القتاد "الذي يتراكم فيه السيلينيوم من التربة.

## التعايش مع مرض كيشان
- يجب علي الفرد استشارة الطبيب إذا ساءت الأعراض، وذلك لمنع أي مضاعفات كبيرة لهذه الحالة
- يجب تجنب استهلاك الكحول خلال فترة المرض، لأن الكحول يسبب زيادة في الضغط علي القلب المُجهد بالفعل، مما يجعل الأعراض أسوأ.
- زيادة استهلاك الأطعمة الغنية بالسيلينيوم، وذلك لمساعدة المصاب علي شفاء القلب بسرعة أكبر.
- رصد الآثار الجانبية للأدوية.. فإذا كان المريض يتناول أدوية، سيكون من المفيد مراقبة أي آثار جانبية لديه إذا كانت موجودة، ومراجعة الطبيب إذا كانت أكثر من مجرد آثار عادية شائعة.
- زيادة النوم: من المهم الحصول علي قسط كافي من الراحة بسبب سوء حالة القلب، وفي حالة أن مرض كيشان ناجم عن الإصابة بالفيروس، سوف ينصح الطبيب بالراحة التامة والسوائل الكافية لمدة محددة لمساعدة نظام المناعة في الجسم علي محاربة العدوي والتماثل للشفاء.
- المكملات الغذائية: وصف مكملات السيلينيوم علي الأرجح في شكل سيلينوميثين أو عن طريق الحقن.
- الجراحة: إذا تمّت التوصية بإجراء جراحة كالزراعة، الدعامات، أو زرع قلب كامل، سوف ينصح أخصائي القلب بشأن العناية قبل وبعد العملية التي سيحتاج الفرد لإجرائها، وكيفية الاعتناء بنفسه بشكل أفضل خلال هذ الوقت، وذلك لتجنب المضاعفات أو تدهور أيٍّ من الأعراض أو صحة الفرد.